# Tabu Ley Rochereau
Pour les articles homonymes, voir Rochereau.
Tabu Ley Rochereau (aussi écrit Tabuley Rochereau), né Pascal Emmanuel Tabu Ley le 13 novembre 1940 à Bagata (Congo belge, aujourd'hui république démocratique du Congo) et mort le 30 novembre 2013 à Bruxelles (Belgique), est un chanteur, auteur-compositeur-interprète et homme politique congolais.

## Biographie
Né le 13 novembre 1940 à Bagata dans la région de  Bandundu, Pascal Emmanuel Sinamoyi Tabu chantait à l'église et dans les chorales des établissements scolaires qu'il fréquentait avant de rejoindre, en 1959, l’Éducation nationale du Congo.
Il entame alors une carrière de fonctionnaire, d’abord comme secrétaire administratif au Fonds du Bien-être indigène, puis en tant que responsable administratif et financier à l’Athénée de Kalina (l’actuel Institut de la Gombe).
Marié à Georgette Mowana (alias « Tété »), il a cinq enfants : Blackson Matthieu, Mireille-Esther, Colette, Gisèle et Isabelle.
Il vécut un amour idyllique avec la Miss Zaïre 1969 Jeanne Mokomo, avec qui il a également six autres enfants : Carine, Laty, Bob, Abel, Pegguy et Flore.
Dans un article du Parisien, le rappeur Youssoupha affirme que « la star de la rumba congolaise » Tabu Ley Rochereau est son père et qu'il aurait 68 enfants. Youssoupha le prend en plaisantant : « Ça fait partie du folklore de la grande star africaine qui a beaucoup d’amour et qui en donne beaucoup ». Ainsi, le père et son fils se retrouvent dans l'album Noir D**** de Youssoupha pour le titre Les Disques de mon père. Ils chantent en duo le 7 mai 2012 à l'Olympia. Mais le nombre d'enfants de Tabu Ley serait de 120 d'après Papy MBoma. Il est également le grand-père de la rappeuse Shay et du musicien Le Motif.
Tabu Ley Rochereau décède le samedi 30 novembre 2013 au matin à l'hôpital Saint-Luc de Bruxelles. Victime d'un AVC (accident vasculaire cérébral) en 2008, il ne s'en est jamais remis.
Il est enterré le 9 décembre 2013 à la Nécropole de la Nsele à Kinshasa.

### Début
Il commence à composer dans les années 1950. En 1956, il participe à une séance d'enregistrement avec le musicien Grand Kalle (Kabasele). C'est le début de sa carrière: Tabu propose ses chansons à l'African Jazz, qui l'engage. Il prend alors son nom de scène de Rochereau, en référence au gouverneur de Belfort, Pierre Philippe Denfert-Rochereau, surnom donné par ses camarades de classe, à la suite d'une question d'histoire dont il aurait été le seul à connaître la réponse.
Ses premiers titres, comme Kelya, Adios Tété et Bonbon sucré le font connaître du public. Il est alors proche du Mouvement national congolais de Patrice Lumumba.
Il quitte l'African Jazz et rejoint l'orchestre Jazz Africain en novembre 1960, puis crée la formation African Fiesta Flash en 1965. Il y compose, entre 1964 et 1968, près de 200 chansons. L'orchestre se rend à Brazzaville puis à Montréal à l'occasion de l'exposition universelle de 1967.

### Succès international
En 1969, Rochereau recrute des danseurs et un groupe de danseuses appelées « les Rocherettes », qu'il emmène à Paris l'année suivante pour ses concerts à l'Olympia. La tournée est écourtée à la suite de la découverte d'une affaire financière qui met en cause la gestion du groupe.
Comme l'avait fait Kallé, son mentor, Rochereau apporte, avec son orchestre l'African fiesta National, pas mal d'innovations dans la rumba congolaise, en adoptant tout d'abord la batterie, à l'image de ce que l'on trouvait dans les groupes de pop ou de rhythm 'n' blues.
C'est Seskain Molenga, un des fondateurs de l'orchestre Bakuba, qui est le premier batteur à inaugurer le genre dans le groupe de Rochereau qui se produit à l'Olympia.
Cette mode entraîne la création de plusieurs orchestres, comme les Bella Bella des frères Soki.
Parmi les orchestres qui embrassent cette mode, un orchestre fait vraiment peur au groupe de Rochereau, pendant que ce dernier est en tournée en Afrique de l'Ouest : il s'agit de l'orchestre Les grands Maquisards, dirigé par Dalienst (judicieux mélange des lettres de Ntesa Daniel), dont la majorité des musiciens ont fait ou feront partie du groupe de Rochereau.
Se voyant menacé, Rochereau riposte de manière assez stupéfiante en lançant depuis Dakar, avec trois disques 45 tours, la fameuse danse Soum Djoum. Ces 45 tours contenaient les titres qui deviennent cultes comme Seli Ja, Silikani, Mundi et Samba.
Le Soum Djoum, comme tous les rythmes lancés par Rochereau, est à l'origine de la naissance d'orchestres comme Continental, qui lui donnera ses lettres de noblesse.
Tandis que les apports de Kallé dans la musique congolaise sont très influencés par les rythmes afro cubains (African Jazz puis African Team), Rochereau est, lui, très inspiré par la pop et le rhythm and blues des années 1960-1970, tant et si bien qu'il n'hésite pas à se produire sur scène avec des pantalons patte d'éléphant et coiffure Afro (cf. pochette d'un de ses 33 tours).
Son amour pour la pop s'est manifesté par la chanson Lal'a bi qui n'est autre qu'une interprétation, dans une langue du Congo, de la célèbre chanson des Beatles Let it be.
Tabu Ley Rochereau, bien qu'étant un très bon et grand chanteur solo, a réussi avec ses chansons quelques duos assez mémorables avec d'autres chanteurs qui l'accompagnaient. On peut citer des chansons comme Permission et Rendez-vous chez là bas avec Mujos, Souza et Maguy avec Sam Mangwana, Ki makango mpe libala et Gipsy avec NDombe Pepe.
En 46 ans de carrière, Tabu Ley a composé plus de 3 000 chansons et vendu plusieurs milliers de disques.

### Activité politique
À la suite des mesures de zaïrianisation lancées en octobre 1971 par le président Mobutu Sese Seko, Pascal Tabu devient « Tabu Ley ». Par la suite, le musicien préfère prendre de la distance avec le régime et s'exile aux États-Unis puis en Belgique, d'où il prend parti contre la dictature de Mobutu. Il revient au Congo après la chute du régime. À la tête du mouvement La Force du peuple, il participe alors à la vie politique du pays tout en poursuivant ses activités artistiques. Il est nommé député à l’Assemblée consultative et législative de transition. Il se rapproche alors du Rassemblement congolais pour la démocratie. En 2005, Joseph Kabila le nomme vice-gouverneur de la ville de Kinshasa.

### Famille
Quatre de ses fils parmi ses enfants, Pegguy Tabu, Abel Tabu, Philémon et Youssoupha ainsi que sa petite-fille, Shay et son frère Olivier (Le Motif), ont percé dans le milieu de la musique en tant que chanteurs et compositeurs.

## Style
La particularité des chansons de Tabu Rochereau réside dans le fait qu'elles sont accompagnées par des arrangements musicaux très soignés. C'est ainsi que souvent, dès leur sortie, on s'empresse de les écouter langoureusement pour apprécier autant la musique que le message qu'elles transmettent, avant de les adopter et danser sur leur rythme. On retrouve cette particularité dans les chansons de Lutumba de l'OK Jazz.